# Johan Daniel Herholdt (läkare)
Johan Daniel Herholdt, född 10 juli 1764 i Aabenraa, död 18 februari 1836 i Köpenhamn, var en dansk läkare.
Herholdt tog 1789 kirurgisk examen och blev 1792 divisionskirurg vid danska flottan (till 1819). Han hade 1787 blivit amanuens hos Henrich Callisen, vann sedan, fastän ej student, Köpenhamns universitets guldmedalj och började en framgångsrik litterär verksamhet, särskilt i fråga om anatomisk-fysiologiska ämnen och nya vetenskapliga metoder som animal magnetism och vaccination. Många av hans avhandlingar översattes till utländska språk, i synnerhet tyska. 
År 1798 blev han ledamot av Videnskabernes Selskab, 1802 medicine doktor och 1805 professor vid Köpenhamns universitet samt 1806 stabsmedikus vid flottan, varjämte han hade en mycket vidsträckt privatpraktik. Han inlade stora förtjänster om läkarvetenskapens utveckling och verkade dessutom för flera rent praktiska mål. År 1821 invaldes han som utländsk ledamot av svenska Vetenskapsakademien.
Hans förfarande mot en "hysterisk" kvinna ("synålsjungfrun" Rachel Hertz), som i åratal inbillade honom, att en mängd synålar, som hon själv stuckit in i skinnet, sväljts av henne och vuxit ut genom kroppen, kostade honom hans ställning som överläkare på Frederiks Hospital (1819-25). Han erhöll dock 1828 titeln etatsråd och var 1833 universitetets rektor.

## Utmärkelser
- Riddare av Dannebrogorden,  1815[2]
- Etatsråd,  1828[2]
- Dannebrogsmännens hederstecken,  1834[2]

[Redigera Wikidata]